# Сансинг, Уильям
Уильям Сансинг Идальго (исп. William Sunsing Hidalgo; род. 12 мая 1977, Эредия) — коста-риканский футболист, выступавший на позиции атакующего полузащитника.

## Клубная карьера
Дебют за «Эредиано» состоялся 5 апреля 1995 года в матче против клуба «Сан-Карлос», а свой первый гол 5 марта 1997 года за «Рамоненсе» против клуба «Депортиво Саприсса». Сансинг путешествующий полузащитник: играл за американский «Нью-Инглэнд Революшн», и был в арендах в чешской «Теплице» и греческом «Акратитос». В последнем он выступал со своими соотечественники Фройланом Ледесмой и Берни Пеньей. Также он выступал в Коста-Рике за «Депортиво Саприссу», «Санта-Барбару» и «Перес-Селедон». Во время игры в MLS он получил прозвище Угроза.
Летом 2007 года «Брухас» продал Сансинга «Либерию Мию», где он был подписан на три года.
В декабре 2010 года Уильлям перешёл в «Лимон», но летом 2011 года ушёл из клуба из-за конфликта с тренером Рональдом Морой. Следующим клубом был «Орион», который он покинул в сентябре 2011 года из-за финансовых проблем в клубе. Позже он играл в Гватемале за команды «Кобан Имперьяль» и «Саяшче». В последнем 7 декабря 2012 года завершил карьеру. Всего Сансинг за коста-риканские клубы провёл 352 матча, в которых забил 76 гола.

## Международная карьера
В январе 2000 года в матче против сборной Тринидада и Тобаго Сансинг дебютировал за сборную Коста-Рики. Последним был матч квалификации на Чемпионат мира 2010 в сентябре 2009 года против сборной Сальвадора. Всего Уильям принял участие в 35 матчах сборной и забил 4 гола].
Сансинг включался в сборную на Золотые кубки КОНКАКАФ (2000 и 2002, оба в США), Кубок Америки 2001 в Колумбии и чемпионат мира 2002 в Южной Корее и Японии.

## Личная жизнь
Сансинг женат на Ивеннии Кесаде и имеет дочь, Кэйлин.